# Àngel Bertran i Montserrat
Àngel Bertran i Montserrat   (Cervelló, 17 de maig de 1922 - Barcelona, 31 d'octubre de 1995) fou un pintor. Els seus pares van ser Àngel Bertran i Llobet i Montserrat Montserrat. El pare va ser actor i director de teatre d'aficionats a Cervelló, i va treballat de primer encarregat a la fàbrica de vidre d'en Sans. La família i els quatre fills, Ramon, Àngel, Rafael i Montserrat, van participar en la vida social, cultural i artística de Cervelló.

## Biografia
L'Àngel va ser alumne de l'escola Balmes amb el bon i eficaç mestre de vocació i director Salvador Pugnau (privada). De ben jove va treballar a la fàbrica de vidre (Cal Sans). Li agradava dibuixar i pintar amb gran passió els racons de Cervelló on va fer la primera exposició el 1937. La seva gran obra primerenca fou pintar el quadre del Baptisteri de l'església de la parròquia de Sant Esteve de Cervelló, el 1939.
A partir de 1943 la família Bertran-Montserrat van anar a viure a Sant Andreu de Palomar, Barcelona. Des d'aleshores va anar estudiant, primer va rebre classes particulars de l'artista Joan Vila i Pujol «D'Ivori» i al cap de poc temps va estudiar a l'Escola Massana. Als anys 50 sovint anava exposant i anava definint ja el seu estil peculiar. Va viatjar a Itàlia i al Marroc buscant la lluminositat en la seva obra. El 1953 entra com a soci al Reial Cercle Artístic de Barcelona. Va estudiar a la Reial Acadèmia Catalana de Belles Arts de Sant Jordi de Barcelona. A partir de l'any 1962 comença a vendre la seva obra a particulars i col·leccionistes consolidant el seu estil, com per exemple fa servir la paleta i no els pinzells.
Sempre es va sentir lligat a Cervelló. En la seva obra hi ha moltes referències de llocs i paisatges del municipi, sobretot els entorns del temple romànic de Santa Maria. Cada any anava amb el seus germans a l'Aplec de Santa Maria de Cervelló, quan es celebrava el 25 de setembre. A Cervelló hi va exposar diverses vegades, l'última va ser al Casal dels Avis Josep Tarradellas, on va tenir tot l'edifici per exposar la seva obra, a finals dels anys 1980. Va rebre la Medalla d'or del Cercle Artístic de Barcelona. Es va publicar un llibre sobre la seva vida i obra a la col·lecció «Maestros actuales de la pintura y escultura catalanas».
El 2015, amb motiu de 20è aniversari de la seva mort, es va tenir un record de l'artista cervelloní a la Biblioteca Municipal de Cervelló, amb una mostra d'obra seva i documentació personal.